# Killer Mike
Killer Mike (nascut com Michael Render) és un raper americà, signat pel segell discogràfic d'Outkast, Purple Ribbon Records, distribuït per Columbia Records. Debutà apareixent en el tema "Snappin' and Trappin'" del Stankonia d'Outkast, l'any 2000, i també col·labora en "The Whole World", single de l'àlbum de grans èxits d'Outkast dit Big Boi and Dre Present...OutKast.
Mike gravà el seu àlbum de debut, Monster, en 2003. El single principal fou "Akshon (Yeah!)", amb Outkast, que fou inclòs en la banda sonora el videojoc Madden NFL 2004 d'EA Sports. Mike realitzà un remix de l'"Akshon (Yeah!)" per a aquest joc. Després de l'enregistrament del seu propi material, aparegué en "Flip Flop Rock" i "Bust" del Speakerboxxx/The Love Below d'Outkast, i en "Down South" del mixtape d'Ol' Dirty Bastard, Osirus. El seu segon àlbum Ghetto Extraordinary fou retardat en diverses ocasions a causa de discussions entre Big Boi i Sony Records.
Killer Mike és també parteix del col·lectiu de southern rap Purple Ribbon All-Stars.

## Discografia

### Àlbums
- Monster (2003)
- Ghetto Extraordinary (2005)

### Singles
- 2001: "The Whole World" (OutKast feat. Killer Mike)
- 2003: "Akshon (Yeah!)" (feat. OutKast)
- 2003: "A.D.I.D.A.S." (feat. Big Boi & Sleepy Brown)
- 2003: "A.D.I.D.A.S. (Cool & Dre Remix)" (feat. Jermaine Dupri & Amil)
- 2005: "My Chrome" (feat. Big Boi)

### Aparicions
- Purple Ribbon All-Stars - "Kryptonite (I'm On It)" (feat. Big Boi, C-Bone, Killer Mike & Rock D)
- Purple Ribbon All-Stars - "Body Rock" (feat. Lil' Co, Killer Mike & Donkey Boy)
- Purple Ribbon All-Stars - "My Chrome" (feat. Big Boi & Killer Mike)
- Purple Ribbon All-Stars - "Claremont Lounge" (feat. Bubba Sparxxx, Killer Mike & Cool Breeze)
- Purple Ribbon All-Stars - "Ain't No Love" (Killer Mike freestyle)
- Jay-Z - "Poppin' Tags" (feat. Big Boi, Killer Mike & Twista)
- Chamillionaire - "Southern Takeover" (feat. Pastor Troy & Killer Mike)
- Talib Kweli - "Tryin' to Breathe" (feat. Midi Mafi & Killer Mike)
- Guns N' Roses - Chinese Democracy